# Rubén Agüero
Rubén Agüero (Luján de Cuyo, 20 de fevereiro de 1960) é um ex-futebolista profissional argentino que atuava como defensor.

## Carreira
Rubén Agüero se profissionalizou no Gimnasia de Mendoza.

## Seleção
Rubén Agüero integrou a Seleção Argentina de Futebol nos Jogos Olímpicos de 1988, de Seul.